# Marie Laporte
Marie Venier (ou Vernier, vers 1590 - après 1627), épouse de Mathieu Lefebvre, dit Laporte, est une actrice française, l'une des premières dont le nom nous soit connu,.

## Biographie
Un contrat de 1602 indique son mariage à Mathieu Lefebvre, natif de La Roche-Bernard en Bretagne. Vernier est de Sens, où son père est procureur au bailliage.